# Antonio Tebaldeo

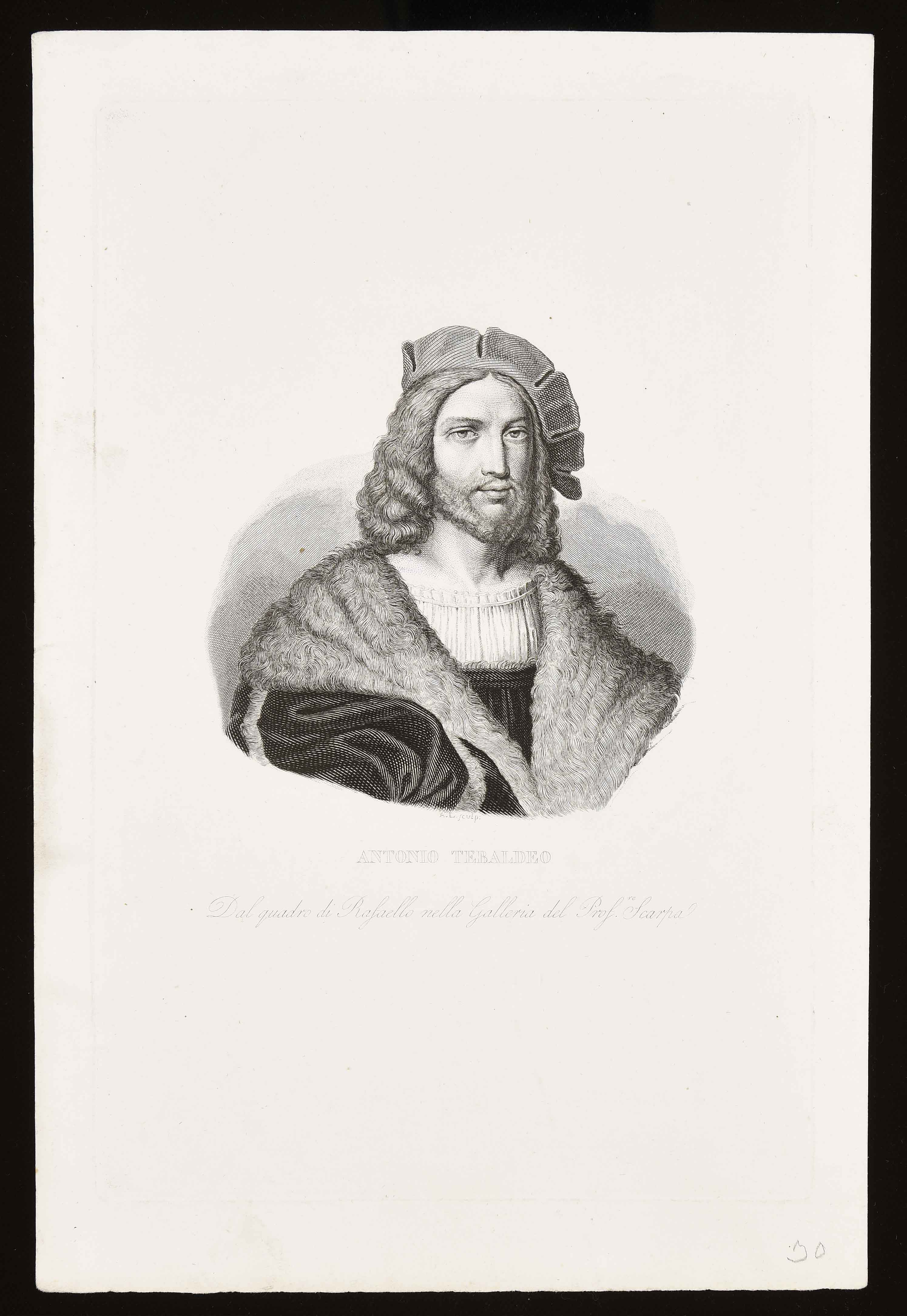
Calcografía de Antonio Tebaldeo en la "Iconografía italiana de hombres y mujeres ilustres: desde la época del resurgimiento de las ciencias y las artes hasta nuestros días", Impresa por Antonio Locatelli .Milán,1837.

Antonio Tebaldi o Tebaldeo (Ferrara, 5 de noviembre de 1462 - Roma, 2 de noviembre de 1537) fue un poeta y humanista italiano, amigo de Rafael Sanzio, quien lo representó en el famoso fresco Parnaso.

## Biografía
Muy unido a la familia del Este, trabajó tanto en Ferrara como en Mantua; en esta última ciudad para Isabel de Este, de la que fue tutor. En la historia de la poesía vernácula de Mantua, Tebaldeo fue el exponente más importante; sin embargo, realizó también estudios de textos en latín vulgar y se desempeñó como escritor bilingüe, por lo menos hasta 1498.
En 1513, cuando su producción literaria se limitaba a la lengua latina, se trasladó a Roma, donde falleció; fue enterrado en la Basílica de Santa María in Via Lata. Ahora se cree que fue Tebaldeo (y no, como siempre se supuso, Pietro Bembo) el autor del famoso epitafio fúnebre que aparece en la tumba de Rafael: «ILLE HIC EST RAPHAEL TIMUIT QUO SOSPITE VINCI RERUM MAGNA PARENS ET MORIENTE MORI / Aquí yace el célebre Rafael, por el cual en vida la madre Naturaleza temió ser vencida, y mientras moría morir con él».